# Jetta Goudal
Jetta Goudal, nata Julie Henriette Goudeket (Amsterdam, 12 luglio 1891 – Los Angeles, 14 gennaio 1985), è stata un'attrice olandese naturalizzata statunitense.

## Biografia
Attrice di cinema e teatro, Jetta Goudal nacque ad Amsterdam, figlia di un facoltoso tagliatore di diamanti, Mozes Goudeket, un ebreo ortodosso (1860–1942). Sua madre era Geertruida Warradijn (1866–1920).
Di aspetto elegante e dall'aria regale, la giovane attrice cominciò la sua carriera a teatro, girando l'Europa con diverse compagnie di giro.
Dopo la fine della guerra, lasciò l'Europa, che era diventata un campo di rovine, per andare a New York. Lì, si fece passare per una "parigina" e il dipartimento pubblicitario della Paramount diffuse i dati che gli erano stati forniti dall'attrice, dove lei dichiarava di essere nata a Versailles il 12 luglio 1901 (togliendosi, oltretutto, dieci anni d'età), figlia di un immaginario avvocato Maurice Guillaume Goudal.

## Carriera
Fece la sua prima apparizione a Broadway nel 1921, usando il nome d'arte di Jetta Goudal. Dopo l'incontro con il regista Sidney Olcott, che la incoraggiò a lavorare per il cinema, accettò una parte di comparsa in un film. Convinta a spostarsi sulla costa orientale, negli anni che seguirono apparve in alcuni film di Olcott.
Nel 1925, fu la protagonista in Salome of the Tenements, un film di impianto sociale che affrontava le condizioni di vita di un povero quartiere ebraico di New York, il Lower East Side. La sua interpretazione fu molto apprezzata, dandole l'occasione di lavorare in Matador, un film diretto da Raoul Walsh e prodotto da Jesse L. Lasky e Adolph Zukor. Ben presto, anche Cecil B. DeMille la notò e la volle nei suoi film.

## Filmografia
La filmografia è completa
- Timothy's Quest, regia di Sidney Olcott (1922)
- Lo scialle lucente (The Bright Shawl), regia di John S. Robertson (1923)
- The Green Goddess, regia di Sidney Olcott (1923)
- Open All Night, regia di Paul Bern (1924)
- Salome of the Tenements, regia di Sidney Olcott (1925)
- Matador (The Spaniard), regia di Raoul Walsh (1925)
- La torre dei supplizi (The Coming of Amos), regia di Paul Sloane (1925)
- La strega di York (The Road to Yesterday), regia di Cecil B. DeMille (1925)
- Controspionaggio (Three Faces East), regia di Rupert Julian (1926)
- Paris at Midnight, regia di E. Mason Hopper (1926)
- Her Man o' War, regia di Frank Urson (1926)
- Fighting Love, regia di Nils Olaf Chrisander (1927)
- White Gold, regia di William K. Howard (1927)
- Vendetta araba (The Forbidden Woman), regia di Paul L. Stein (1927)
- Il fidanzato di cartone (The Cardboard Lover), regia di Robert Z. Leonard (1928)
- La canzone del cuore (Lady of the Pavements), regia di David W. Griffith (1929)
- Le Spectre vert, regia di Jacques Feyder (1930)
- Business and Pleasure, regia di David Butler (1932)

### Filmati d'archivio
- The Great Chase documentario, regia di Harvey Cort, Paul Killiam e Saul J. Turell (1962)

## Spettacoli teatrali
- The Hero (1921)
- The Elton Case (1921)